# Kaiserwetter (Redensart)
Kaiserwetter (mitunter auch: Königswetter) ist eine umgangssprachliche Redensart und bedeutet „sonniges Wetter“ bei tiefblauem, wolkenlosem Himmel.

## Ursprung
Der Ursprung dieser Redensart wird sowohl mit Bezug auf Kaiser Franz Joseph I. von Österreich als auch auf den deutschen Kaiser Wilhelm II. behauptet.

### Kaiser Franz Joseph I.
Laut dem von Hermann Paul herausgegebenen Deutschen Wörterbuch sowie laut Duden geht diese Redensart ursprünglich auf den meist strahlenden Sonnenschein am 18. August, dem Geburtstag Kaiser Franz Josephs I. von Österreich (1830–1916), zurück. Seinen Geburtstag feierte der Monarch in der Regel in Bad Ischl.

### Kaiser Wilhelm II.
Laut dem von Karl Friedrich Wilhelm Wander herausgegebenen Deutschen Sprichwörter-Lexikon ist die Redensart dadurch sprichwörtlich geworden, dass in der Regel bei nationalen Festen, bei denen der deutsche Kaiser Wilhelm II. (1859–1941) erschien, schönes Wetter gewesen sei.

## Rezeption
In der Zeit des Nationalsozialismus wurde in Reden und im allgemeinen Sprachgebrauch die Begrifflichkeit auf die Person Adolf Hitler übertragen. Es gab die Ausdrücke Führerwetter sowie Hitlerwetter.
Karl Jakob Hirsch erzielte mit seinem gleichnamigen, in Hannover spielenden Roman Kaiserwetter  einen großen Publikumserfolg.
Die Band Razzia benutzte den Ausdruck als Titel eines Liedes ihrer LP Ausflug mit Franziska (1986), ebenso der Rapper Shacke One auf seiner EP Zurück Nach Shackitistan (2024).